# Toninia nashii
Toninia nashii är en lavart som beskrevs av Timdal. Toninia nashii ingår i släktet Toninia och familjen Ramalinaceae.   Inga underarter finns listade i Catalogue of Life.